# UFC Fight Night: Overeem vs. Sakai
UFC Fight Night: Overeem vs. Sakai（ユーエフシー・ファイト・ナイト・オーフレイム・バーサス・サカイ、別名UFC Fight Night 176、UFC on ESPN+ 34）は、アメリカ合衆国の総合格闘技団体「UFC」の大会の一つ。2020年9月5日、ネバダ州ラスベガスのUFC APEXで開催された。

## 大会概要
本大会ではアリスター・オーフレイムとアウグスト・サカイのヘビー級戦が組まれた。

## 試合結果

### プレリミナリーカード
第1試合 バンタム級 5分3R
○  ハンター・アジュール vs.  コール・スミス ×
3R終了 判定3-0（29-28、29-28、29-28）
第2試合 女子フライ級 5分3R
○  ビビアン・アラウジョ vs.  モンタナ・デ・ラ・ロサ ×
3R終了 判定3-0（30-27、30-27、29-28）
第3試合 フェザー級 5分3R
○  ブライアン・ケレハー vs.  レイ・ロドリゲス ×
1R 0:39 ギロチンチョーク
第4試合 ミドル級 5分3R
○  アンドレ・ムニス vs.  バルトス・ファビンスキ ×
1R 2:42 腕ひしぎ十字固め
第5試合 ウェルター級 5分3R
○  ミシェル・ペレイラ vs.  ゼリム・イマダエフ ×
3R 4:39 リアネイキドチョーク
第6試合 ライトヘビー級 5分3R
○  オヴィンス・サンプルー vs.  アロンゾ・メニフィールド ×
2R 4:07 KO（左フック）
第7試合 ヘビー級 5分5R
○  アリスター・オーフレイム vs.  アウグスト・サカイ ×
5R 0:26 TKO（パウンド）

### 各賞
ファイト・オブ・ザ・ナイト：該当無し
パフォーマンス・オブ・ザ・ナイト：オヴィンス・サンプルー、ミシェル・ペレイラ、アンドレ・ムニス、ブライアン・ケレハー
各選手にはボーナスとして5万ドルが授与された。

### カード変更
負傷などによるカードの変更は以下の通り。